# Dieseling
L'effetto dieseling (o semplicemente dieseling) o spegnimento ritardato avviene quando un motore a combustione interna continua a funzionare per un breve periodo dopo lo spegnimento, a causa dell'accensione spontanea del carburante. Questo fenomeno non è da confondere con l'autoalimentazione, che ha caratteristiche simili, ma cambia negli effetti.
Il dieseling è così chiamato perché il carburante si accende spontaneamente, come nei motori Diesel, senza che la candela scocchi una scintilla.
Tuttavia, l'accensione non è causata dalla compressione del carburante nel cilindro come nei Diesel, bensì dall'alta temperatura del cilindro stesso o di una parte della camera di combustione.

## Differenze
Nei motori a carburatore, il carburante entra nella camera di combustione a causa della differenza di pressione stante tra la camera stessa ed il collettore d'aspirazione; spesso tale depressione viene amplificata dall'azione di apposite pompe a vuoto. Quando il veicolo viene spento, nonostante le pompe smettano di funzionare il vuoto nel collettore è sufficiente a richiamare abbastanza benzina per alimentare il motore per qualche altro secondo al regime di minimo.
Nei motori ad iniezione elettronica invece, gli iniettori smettono immediatamente di erogare carburante quando il veicolo viene spento, dunque il fenomeno del dieseling è molto ridotto. Tuttavia, a causa di un malfunzionamento un iniettore può comunque rilasciare una piccola quantità di carburante, sufficiente ad alimentare il motore per qualche attimo.
Nei motori Diesel invece, il dieseling avviene a causa di una scarsa tenuta delle fasce elastiche o delle sedi valvole, spesso dovuta all'eccessiva temperatura o all'usura. In tali casi, si ha un passaggio di vapori d'olio dalla coppa al cilindro (blow-up), che s'accendono a causa delle elevate temperature.

## Potenziali cause
Il dieseling può avvenire per varie ragioni:
- Carburazione troppo grassa, con conseguente accumulo di benzina incombusta lungo il circuito d'alimentazione
- Grado termico della candela troppo basso, che porta la candela a surriscaldarsi e facilitare tale fenomeno
- Fasatura d'accensione errata, eccessiva per il tipo di carburante e che porta ad aumentare la temperatura del motore per via delle detonazioni e conseguenti battiti in testa
- Se il minimo è eccessivamente alto, la velocità angolare dell'albero può essere tale da fargli effettuare per inerzia altri cicli completi anche dopo lo spegnimento del veicolo
- Carburazione leggermente magra, che comporta un minimo alto (vedi sopra)